# 群星沖縄臨床研修センター
一般社団法人群星沖縄臨床研修センター（むりぶしおきなわりんしょうけんしゅうセンター）は、沖縄県浦添市に本部をおく沖縄県の臨床研修病院群プロジェクトセンターである。
初代センター長は宮城征四郎（2003年 - 2017年、名誉センター長2017年 - ）、2代目センター長は徳田安春（2017年 - ）。

## 参加病院

### 基幹型病院
- 中頭病院
- 中部徳洲会病院
- ハートライフ病院
- 浦添総合病院
- 大浜第一病院
- 沖縄協同病院
- 友愛医療センター
- 南部徳洲会病院

### 協力型病院
- 国立病院機構琉球病院
- 平和病院
- 沖縄中央病院
- 新垣病院
- ファミリークリニックきたなかぐすく
- 北中城若松病院
- 西平医院
- 統合医療センター クリニックぎのわん
- 国立病院機構沖縄病院
- とうま内科
- 名嘉村クリニック
- 徳山クリニック
- 同仁病院
- 平安病院
- 稲福内科医院
- おもろまちメディカルセンター
- 県立総合精神保健福祉センター
- 県立精和病院
- 南部病院

## 関連文献
- 新型コロナウイルスに対する対応
  - “公共施設にPCR検査センターを　徳田医師が提言する「封じ込め戦略」 | 沖縄タイムス＋プラス　ニュース | 沖縄タイムス＋プラス”. www.okinawatimes.co.jp (2020年4月18日). 2022年10月14日閲覧。
  - “【識者談話】国の判断は「妥当」　徳田安春氏（群星沖縄臨床研修センター）緊急事態延長 - 琉球新報デジタル｜沖縄のニュース速報・情報サイト”. ryukyushimpo.jp (2021年7月8日). 2022年10月14日閲覧。